# 斯捷帕尼夫卡 (瓦西里基夫區)
49°58′52″N 30°20′24″E / 49.98111°N 30.34000°E
斯捷潘尼夫卡（烏克蘭語：Степанівка）是位於烏克蘭北部的村莊，由基辅州白采爾克瓦區的赫雷賓基市鎮負責管轄。該村面積1.23平方公里，海拔高度190米，2001年人口125，人口密度每平方公里101.6人。